# Scoliacma xuthopis
Scoliacma xuthopis är en fjärilsart som beskrevs av George Francis Hampson 1914. Scoliacma xuthopis ingår i släktet Scoliacma och familjen björnspinnare. Inga underarter finns listade.